# Jan Firbas
Jan Firbas (25. března 1921 Brno – 5. května 2000) byl přední český jazykovědec, anglista, jeden z hlavních pokračovatelů funkčně-strukturálního bádání Pražské jazykovědné školy.

## Život
Jan Firbas vystudoval obory filozofie, germánská filologie a anglická filologie na Filozofické fakultě Masarykovy univerzity v Brně. Byl žákem profesora Josefa Vachka a hned po studiích v roce 1948 nastoupil na Katedru anglistiky a amerikanistiky této fakulty. Této katedře zůstal věrný až do konce svého života. Vzhledem k politickému a náboženskému pronásledování v bývalé ČSSR mu byla udělena nejvyšší vědecká hodnost (DrSc.) a titul univerzitního profesora až po pádu komunistického režimu. Přesto se mu za jeho vědeckou práci především v oblasti teorie funkční větné perspektivy dostalo – zejména ze západních zemí – mnoha ocenění už v předlistopadovém období. Kromě zvaných přednášek a studijních pobytů (např. University of Erlangen-Nuremberg, Netherlands Institute for Advanced Studies (Wassenaar), University College London) byly jeho vědecké aktivity oceněny udělením tří čestných doktorátů: University of Leeds (1986), Katholieke Universiteit Leuven (1986) a University of Turku (2000).
Teorii funkční větné perspektivy věnoval Jan Firbas podstatnou část svého vědeckého bádání a napsal o ní obrovské množství odborných studií a článků. Hlavní aspekty této teorie shrnul v monografii Functional Sentence Perspective in Written and Spoken Communication vydané nakladatelstvím Cambridge University Press v roce 1992. V současné době se připravuje souborné vydání díla Jana Firbase po názvem Collected Works of Jan Firbas, projekt iniciovaný a připravený jeho vynikajícím žákem univ. prof. dr. Alešem Svobodou. První svazek (ISBN 978-80-210-5128-7) tohoto souborného vydání (ISBN 978-80-210-5127-0) byl oficiálně představen v Brně dne 12. května 2011.
Úplný soupis prací Jana Firbase je dostupný ve 29. svazku série Brno Studies in English (2003) na str. 99–108 a také v publikaci Hladký, J. (ed.): Language and function: to the memory of Jan Firbas, Amsterdam/Philadephia: John Benjamins, 2003, ISBN 978-90-272-1558-1 na str. 9–22. Tento soupis je rovněž součástí prvního svazku Collected Works of Jan Firbas na stranách 362–379.